# کنی و گربه (فیلم ۲۰۲۰)
کنی و گربه (به آلمانی: Meine Freundin Conni - Geheimnis um Kater Mau) یک پویانمایی رایانه‌ای- سه‌بعدی آلمانی به کارگردانی اَنسگار نیبور و نویسندگی جنی آلتن است که در تاریخ ۲۷ اوت ۲۰۲۱ در ایالات متحده اکران شد. 

## داستان
داستان ماجراهای شخصیتی به نام «کنی» و گربه اش «ماو» است. کنی به گردش می رود و گربه اش را هم همراه خود می برد. قایم کردن ماو از معلم توسط بچه ها، دنبال کردن یک دزد و نجات یک راکون از آسیابی در یک قلعه باستانی ادامه این فیلم هستند.

## صداپیشگان
- زک سیسکون
- میا سیسکون